# Internet Kill Switch
Ein Internet Kill Switch ist ein Konzept, um das Internet oder Teile davon im Sinne eines Notausschalters (englisch kill switch) stillzulegen. Bei Bedrohungen der öffentlichen Sicherheit sollen Internet und Mobiltelefonie unterbrochen werden. Im Gegensatz zum deutschen Zugangserschwerungsgesetz sollen in derartigen Szenarien nicht lediglich die DNS-Server abgeschaltet bzw. neu programmiert werden, sondern die Datenleitungen „echt“ unterbrochen werden. Beispielsweise hatte Ägypten im Jahr 2011 die BGP-Router bei den Providern herunterfahren lassen, sodass es für die Nutzer physisch keine reguläre Möglichkeit mehr gab, Datenleitungen über Umwege zu schalten, sodass sich die Maßnahme als weitreichende Zensurmaßnahme ausgewirkt hat. Da das Internet ein komplexes Datennetz mit einer weitreichenden Infrastruktur ist, ist „Kill Switch“ nur der Oberbegriff für unterschiedliche Konzepte mit unterschiedlicher Wirkung. Eine andere Möglichkeit wäre die Trennung der Hauptübertragungsleitungen (Backbones).
Am 4. Mai 2015 wandten sich Vertreter der UNO, der OSZE, der Organisation Amerikanischer Staaten (OAS) und der Afrikanischen Kommission der Menschenrechte und der Rechte der Völker (ACHPR) in Riga in einer gemeinsamen Erklärung gegen die übermäßige Einschränkung der Meinungsäußerungsfreiheit in Krisensituationen.
Am 11. Januar 2016 lehnte es der Oberste Gerichtshof der Vereinigten Staaten ab, eine Beschwerde des Electronic Privacy Information Centers (EPIC) zu hören, womit das Ministerium für Innere Sicherheit der Vereinigten Staaten gezwungen werden sollte, Details der Vorbereitungen zum  Abschalten von Internet und Mobiltelefonie zu veröffentlichen.